# Бабадімрі
Бабадімрі (алб. Babadimri, також алб. Shën Nikolla «Святий Миколай», алб. Atit e Krishtlindjeve Atit e Krishtlindjeve «Дід Мороз» і Kris Kringle) — албанський міфологічний персонаж, який приносить подарунки хорошим дітям у вечірні та нічні години Святвечора, 24 грудня. Його свято припадає на 6 грудня (День Святого Миколая). Легенда може бути частково заснована на агіографічних розповідях про історичну особистість святителя Миколая.
Хоча спочатку на зображеннях Бабадімрі поставав у єпископському вбранні Святого Миколая, то в сучасну епоху, як правило, як повна весела сивоборода людина, вбрана в червону куртку з білими манжетами та коміром, червоні штани з чорним шкіряним ременем і черевиками Санта-Клаус).
Бабадімрі — фольклорний зимовий персонаж, найближчий румунському Мош Кречуну (рум. Moş Crăciun).